# Thymaris morulus
Thymaris morulus är en stekelart som först beskrevs av Tosquinet 1903.  Thymaris morulus ingår i släktet Thymaris och familjen brokparasitsteklar. Inga underarter finns listade i Catalogue of Life.